# Evelina Cabrera
Evelina Cabrera (nascida em 26 de setembro de 1986, na Argentina) é uma treinadora e gerente de futebol argentina. Ela morou na rua até se tornar a primeira professora e depois jogadora de futebol do Club Atlético Platense. Ela começou a associação de futebol feminino na Argentina (AFFAR). Ela falou nas Nações Unidas e foi reconhecida pela BBC como uma das 100 mulheres em 2020. Em junho de 2021, foi nomeada Embaixadora da Boa Vontade para a Equidade no Esporte da Organização dos Estados Americanos (OEA).

## Vida
Evelina Cabrera nasceu em San Fernando, na Argentina, em 1986. Quando ela tinha treze anos, seus pais se separaram e nenhum deles aceitou sua custódia. Ela acabou passando um tempo na rua até os dezessete anos. Ela ficou impressionada como as pessoas compartilhavam comida e cuidavam umas das outras. No entanto, quando o namorado bateu nela, ela pensou que ninguém se importava com ela e tentou se suicidar. Ela voltou para a escola e se tornou professora de ginástica. Evelina foi com uma amiga às provas de futebol do Club Atlético Platense, foi recrutada e entrou para a equipe. Ela permaneceu na equipe até 2012, quando uma lesão a impediu de continuar. Ela começou a treinar e gerir o Club Atlético Nueva Chicago.
Ela foi uma das primeiras mulheres na Argentina a se tornar gerente de futebol.
Aos 27 anos, Evelina fundou a Asociación Femenina de Fútbol Argentino (AFFAR).
O trabalho de Evelina Carrera foi notado e ela foi convidada para palestrar nas Nações Unidas. Ela disse que preparou o que ia dizer, mas quando chegou a hora decidiu apenas falar sem anotações.
Em 2020, ela ainda liderava o AFFAR. Durante a pausa do futebol por causa da pandemia de Covid-19, ela ocupou seu tempo escrevendo um livro que intitulou "Altanegra". O livro conta sua história e como ela criou a Associação Argentina de Futebol Feminino.

## Reconhecimento
Em 2020, Evelina Cabrera foi reconhecida pela BBC como uma das 100 mulheres mais inspiradoras do mundo.
Em junho de 2021, o Secretário-Geral da OEA nomeou Evelina Cabrera como Embaixadora da Boa Vontade para a Equidade no Esporte da OEA. Seu trabalho é focado na promoção de projetos que diminuem a diferença de gênero e promovem a equidade no esporte.